# Cholatse
Le Cholatse est un sommet népalais dans la région de Khumbu. Ce sommet est aussi appelé Jobo Lhaptshan.

## Ascensions
- 1982 - Première ascension le 22 avril par Vern Clevenger, Galen Rowell, John Rowell et Bill O'Connor sur l'arête sud-ouest lors d'une expédition américano-britannique.
- 1984 - Première ascension de la face nord.
- 1995 - Ouverture d'une voie en face nord par Paul Robach, Christophe Mora, Marc Chalamel, Philippe Batoux et Boris Badaroux.
- 2005 - Première ascension de la face nord en hiver par Park Jung-hun et Choi Gang-sik lors d'une expédition coréenne.
- 2010 - Ouverture d'une nouvelle voie en face nord par une équipe russe composée de Valery Shamalo, Viktor Koval, Sasha Gukov, Galina Chibitok et Sergey Kondrashkin en mars[1].
- 2021 - Ouverture en face nord de Brothers in arms par Stéphane Benoist, Pauline Champon, Anouk Félix-Faure, Pierrick Fine et Pierrick Giffard.